# José Luis Chilavert
José Luis Félix Chilavert González, född 27 juli 1965 i Asunción, Paraguay är en paraguayansk före detta professionell fotbollsmålvakt.
Han blev känd för sitt heta temperament. Trots att han var målvakt lyckades han slå in flera frisparkar och straffsparkar i motståndarlagets mål, medan andra av hans mål kom långskott. Han var länge den professionella målvakt i världen som gjort flest mål, han passerades dock 2006 av Rogério Ceni.

## Meriter
- VM i fotboll: 1998
  - Åttondelsfinal 1998

## Klubbar
- Club Sportivo Luqueño 1980–1984 67 (4)
- Club Guaraní 1984 19 (1)
- CA San Lorenzo de Almagro 1984–1988 122 (0)
- Real Zaragoza 1988–1991 79 (1)
- Vélez Sársfield 1991–2000 272 (24)
- RC Strasbourg 2000–2002 52 (0)
- CA Peñarol 2002–2003 14 (4)
- Vélez Sársfield 2003–2004 6 (0)

Förklaringar: Flaggbild, Klubb, År, Matcher/Mål.

### Fotnoter
1. ↑  Jan Jönsson (17 maj 2002). ”Chilavert, målvakten som helst vill näta” (på svenska). Sydsvenskan. https://www.sydsvenskan.se/2002-05-17/chilavert---malvakten-som-helst-vill-nata. Läst 4 juli 2002.